# 경만호
경만호는 대한민국의 의사로 전 대한의사협회 회장이자 제29대 대한결핵협회 회장이다.